# Madhuri Dixit
Madhuri Shankar Dixit, nota con il nome di Madhuri Dixit (Mumbai, 15 maggio 1967), è un'attrice indiana.
Esordì a nel cinema indiano, la cosiddetta Bollywood nel 1984 con il film Abodh, mentre ancora era studentessa, recitando in numerose pellicole di grande successo nel mercato asiatico, da Dil To Pagal Hai a Devdas. Stimata tra il pubblico mediorientale per la sua avvenenza e floridezza - sfidando più volte una certa morale locale rigida - nonché per le sue doti canore, in quanto d'obbligo nella filmografia indiana, ha conquistato notorietà anche in Occidente attraverso pellicole di qualità adatte al gusto occidentale. Grazie all'interpretazione di Chandramukhi proprio in Devdas, vinse il premio come Miglior Attrice non protagonista ai Filmfare Awards.
A causa della maternità, interruppe momentaneamente la sua carriera nel 2002, per riprenderla nel 2007.

## Filmografia

### Cinema
- Abodh, regia di Hiren Nag (1984)
- Awara Baap, regia di Sohanlal Kanwar (1985)
- Swati, regia di Kranthi Kumar (1986)
- Maanav Hatya, regia di Sudarshan K. Rattan (1986)
- Karma, regia di Subhash Ghai (1986)
- Hifazat, regia di Prayag Raj (1987)
- Uttar Dakshin, regia di Prabhat Khanna (1987)
- Zameen, regia di Ramesh Sippy (1987)
- Mohre, regia di Raghuvir Kul (1987)
- Khatron Ke Khiladi, regia di Rama Rao Tatineni (1988)
- Dayavan, regia di Feroz Khan (1988)
- Tezaab, regia di N. Chandra (1988)
- Satyavadi Raja Harishchandra, regia di Shantilal Soni (1989)
- Vardi, regia di Umesh Mehra (1989)
- Ram Lakhan, regia di Subhash Ghai (1989)
- Ilaaka, regia di Aziz Sejawal (1989)
- Prem Pratigyaa, regia di Bapu (1989)
- Tridev, regia di Rajiv Rai (1989)
- Kanoon Apna Apna, regia di Gopal B. (1989)
- Parinda, regia di Vidhu Vinod Chopra (1989)
- Paap Ka Ant, regia di Vijay Reddy (1989)
- Shanakht, regia di Tinnu Anand (1989)
- Mujrim, regia di Umesh Mehra (1989)
- Maha-Sangram, regia di Mukul S. Anand (1990)
- Izzatdaar, regia di K. Bapaiah e Jasti Hemambar (1990)
- Dil, regia di Indra Kumar (1990)
- Deewana Mujh Sa Nahin, regia di Y. Nageswara Rao e M. Parvez (1990)
- Jeevan Ek Sanghursh, regia di Rahul Rawail (1990)
- Sailaab, regia di Deepak Balraj Vij (1990)
- Jamai Raja, regia di Kodanda Rami Reddy A. (1990)
- Thanedaar, regia di Raj N. Sippy (1990)
- Pyar Ka Devta, regia di K. Bapaiah (1990)
- Kishen Kanhaiya, regia di Rakesh Roshan (1990)
- Khilaaf, regia di Rajeev Nagpal (1991)
- 100 Days, regia di Partho Ghosh (1991)
- Pratikar, regia di Rama Rao Tatineni (1991)
- Saajan, regia di Lawrence D'Souza (1991)
- Prahaar: The Final Attack, regia di Subhankar Ghosh e Nana Patekar (1991)
- Zindagi Ek Juaa, regia di Prakash Mehra (1992)
- Khel, regia di Rakesh Roshan (1992)
- Sangeet, regia di K. Viswanath (1992)
- Prem Deewane, regia di Sachin Pilgaonkar e Sachin (1992)
- Dharavi, regia di Sudhir Mishra (1992)
- Beta, regia di Indra Kumar (1992)
- Khalnayak, regia di Subhash Ghai (1993)
- Dil Tera Aashiq, regia di Lawrence D'Souza (1993)
- Sahibaan, regia di Ramesh Talwar (1993)
- Phool, regia di Singeetam Srinivasa Rao (1993)
- Jai Devaa, regia di Lawrence D'Souza (1993)
- Aasoo Bane Angaarey, regia di Mehul Kumar (1993)
- Anjaam, regia di Rahul Rawail (1994)
- Hum Aapke Hain Koun...!, regia di Sooraj Barjatya (1994)
- Yaraana, regia di David Dhawan (1995)
- Raja, regia di Indra Kumar (1995)
- Paappi Devataa, regia di Harmesh Malhotra (1995)
- Rajkumar, regia di Pankaj Parashar (1996)
- PremGranth, regia di Rajiv Kapoor (1996)
- Koyla, regia di Rakesh Roshan (1997)
- Mahaanta: The Film, regia di Afzal Khan (1997)
- Mohabbat, regia di Reema Rakesh Nath (1997)
- Dil To Pagal Hai, regia di Yash Chopra (1997)
- The Death Sentence: Mrityu Dand, regia di Prakash Jha (1997)
- Gharwali Baharwali, regia di David Dhawan (1998)
- Wajood, regia di N. Chandra (1998)
- Aarzoo, regia di Lawrence D'Souza (1999)
- Engineer, regia di A.R. Gandhi Krishna (1999)
- Pukar, regia di Rajkumar Santoshi (2000)
- Gaja Gamini, regia di M.F. Hussain (2000)
- Yeh Raaste Hain Pyaar Ke, regia di Deepak S. Shivdasani (2001)
- Lajja, regia di Rajkumar Santoshi (2001)
- Devdas, regia di Sanjay Leela Bhansali (2002)
- Hum Tumhare Hain Sanam, regia di K.S. Adiyaman (2002)
- Aaja Nachle, regia di Anil Mehta (2007)
- Yeh Jawaani Hai Deewani, regia di Ayan Mukherjee (2013)
- Dedh Ishqiya, regia di Abhishek Chaubey (2014)
- Gulaab Gang, regia di Soumik Sen (2014)
- Mauj Ki Malharein, regia di Vishal Chaturvedi - cortometraggio (2014)
- Bucket List, regia di Tejas Prabhaa Vijay Deoskar (2018)
- Total Dhamaal, regia di Indra Kumar (2019)
- Kalank, regia di Abhishek Varman (2019)